# سي جاي ويليامز (كرة سلة)
سي جاي ويليامز (بالإنجليزية: C. J. Williams)‏ مواليد 6 فبراير 1990 في فاييتفيل، هو لاعب كرة سلة أمريكي. بدأ مسيرته الاحترافية في سنة 2012. يلعب في دوري الرابطة الوطنية لفئة التطوير. يحمل الرقم 21. يبلغ طوله 6 قدم 5 بوصة (2.0 م).

## المسيرة الاحترافية
لعب مع لوس أنجلوس ديفيندرز في موسم 2013–2014، ثم لعب مع بستويا باسكت 2000 في موسم 2014–2015، ثم لعب مع جاي دي أيه ديجون في الدوري الفرنسي في موسم 2015–2016.

## روابط خارجية
- سي جاي ويليامز على موقع الاتحاد الدولي لكرة السلة (الإنجليزية)
- سي جاي ويليامز على موقع إن بي أي (الإنجليزية)
- سي جاي ويليامز على موقع سبورتس رفرنس (الإنجليزية)
- سي جاي ويليامز على موقع كرة السلة الأوروبية.كوم (الإنجليزية)
- سي جاي ويليامز على موقع كلية كرة السلة في سبورتس رفرنس.كوم (الإنجليزية)
- سي جاي ويليامز على موقع ريلجم (الإنجليزية)
- سي جاي ويليامز على موقع بروبوليرز (الإنجليزية)
- سي جاي ويليامز على موقع سبورتس رفرنس (الإنجليزية)
- سي جاي ويليامز على موقع سبورتس رفرنس (الإنجليزية)